# Tony Harn
Tony Harn is een Britse multi-instrumentalist uit de buurt van Warrington. Hij (be)speelt gitaar, basgitaar, toetsen, percussie en programmeert ook. 
Harn zegt zelf beïnvloed te zijn door Pat Metheny, Andy Summers, (de soundscapes van) Robert Fripp en Alex Lifeson, ook een vergelijking met Daryl Stuermer is  te maken. Harn, van wie weinig bekend is, maakt muziekalbums in eigen beheer en werkt af en toe samen met musici uit de buurt van Warrington, waaronder Tim Bowness van No-man.

## Сarrière
Tony Harn begon zijn muzikale carrière als de instrumentale helft van het Warrington duo Spacematic in het midden van de jaren 1990. Na de split van dat project begon hij te werken aan solomateriaal, waarbij hij alle instrumenten zelf bespeelde of programmeerde. Harn bracht zijn debuutalbum From the Inside uit in 1997, op zijn eigen zelfgeproduceerde label. Dit werd gevolgd door een tweede album, Lifebox in 1999. Tijdens deze periode nam Harn ook materiaal op met een collega-muzikant uit Warrington, Tim Bowness van No-Man, wat leidde tot een optreden en co-write op het Tim Bowness/Samuel Smiles album World of Bright Futures in 1999.
In 2000 vormde Harn een kortstondig trio genaamd Lifebox waarin hij gitaar speelde naast David Jones (basgitaar, ex-Plenty) en Howard Jones (ex-After The Stranger en een medewerker aan het debuutalbum van Porcupine Tree). Lifebox speelde zowel nieuw materiaal als muziek van Harn's soloplaten. De band ging uit elkaar na het uitbrengen van één EP, Charismatic Couch.
Harn keerde terug naar zijn solowerk en bracht zijn derde album Moving Moons uit in 2001 en werkte samen met de experimentele muziekscene van Warrington via bands als Psychiatric Challenge. Vervolgens vormde hij samen met Lewis Gill (Psychiatric Challenge, Vivahead) het experimentele duo Resindust, dat in 2002 een gelijknamig album uitbracht. Harn's vierde soloalbum, Revealed in Black and White werd uitgebracht in 2005. 
Harn's volgende album verscheen pas weer na drie jaar, toen hij in 2008 Loops uitbracht. Zoals de titel al suggereerde, toonde het een verschuiving in zijn werkwijze naar verdere improvisatie en loop-muziek.
Harn is momenteel lid van Nerve Toy Trio, waarin ook zijn voormalige Lifebox bandgenoot David Jones op basgitaar en drummer Henry Rogers (Touchstone, Sort Code, Final Conflict, DeeExpus) spelen. In 2011 bracht de band hun debuut EP The Hard Cell uit, waarmee ze recensies kregen in Classic Rock Presents Prog en Jazzwise. In hetzelfde jaar trad de band op tijdens Blackpool's Electric Garden Progressive Rock festival. In 2012 droeg Nerve Toy Trio het nummer "The Riddle Of Anything" bij aan de cover-cd van Prog magazine nummer 27. 

## Discografie

### solo
- 1998: From the inside
- 1999: Lifebox
- 2001: Moving moons
- 2006: Revealed in black and white
- 2008: Loops

### met anderen
- 1999: Tim Bowness – World of bright futures
- 2002: Resindust - idem